# Luccombe (Somerset)
Luccombe est une paroisse civile et un village du Somerset, en Angleterre.